# Ariccia
Ariccia (latin: Aricia) är en ort och kommun i storstadsregionen Rom, innan 2015 provinsen Rom, i regionen Lazio i Italien. Kommunen hade 18 574 invånare (2018) och gränsar till kommunerna Albano Laziale, Aprilia, Ardea, Genzano di Roma, Lanuvio, Nemi och Rocca di Papa.
I Ariccia är kyrkan Collegiata di Santa Maria Assunta belägen, ritad av Bernini och invigd 1665.
Ariccia är en av de sexton städerna i området Castelli Romani.